# Barbie

Logo attuale della linea Barbie

Barbie è una linea di bambole, nota come fashion doll, commercializzata da Mattel a partire dal 9 marzo 1959 e incentrata su Barbara Millicent Roberts, una giovane donna statunitense.
È la bambola più venduta di sempre al mondo ed il prodotto di punta dell'azienda che la produce. Il prodotto della linea più venduto è stata la Totally Hair Barbie, con capelli acconciabili lunghi fino ai piedi della bambola, distribuita nel 1992. Barbie è stato anche il primo giocattolo ad avere una strategia di mercato basata massicciamente sulla pubblicità televisiva, strategia successivamente ripresa da altri. Gli spot per molti anni sono stati caratterizzati dalla melodia di Georgy Girl, hit del gruppo musicale The Seekers. Si stima che oltre un miliardo di Barbie siano state vendute in almeno 150 nazioni e la Mattel ha dichiarato che vengono vendute tre Barbie al secondo.

## Storia

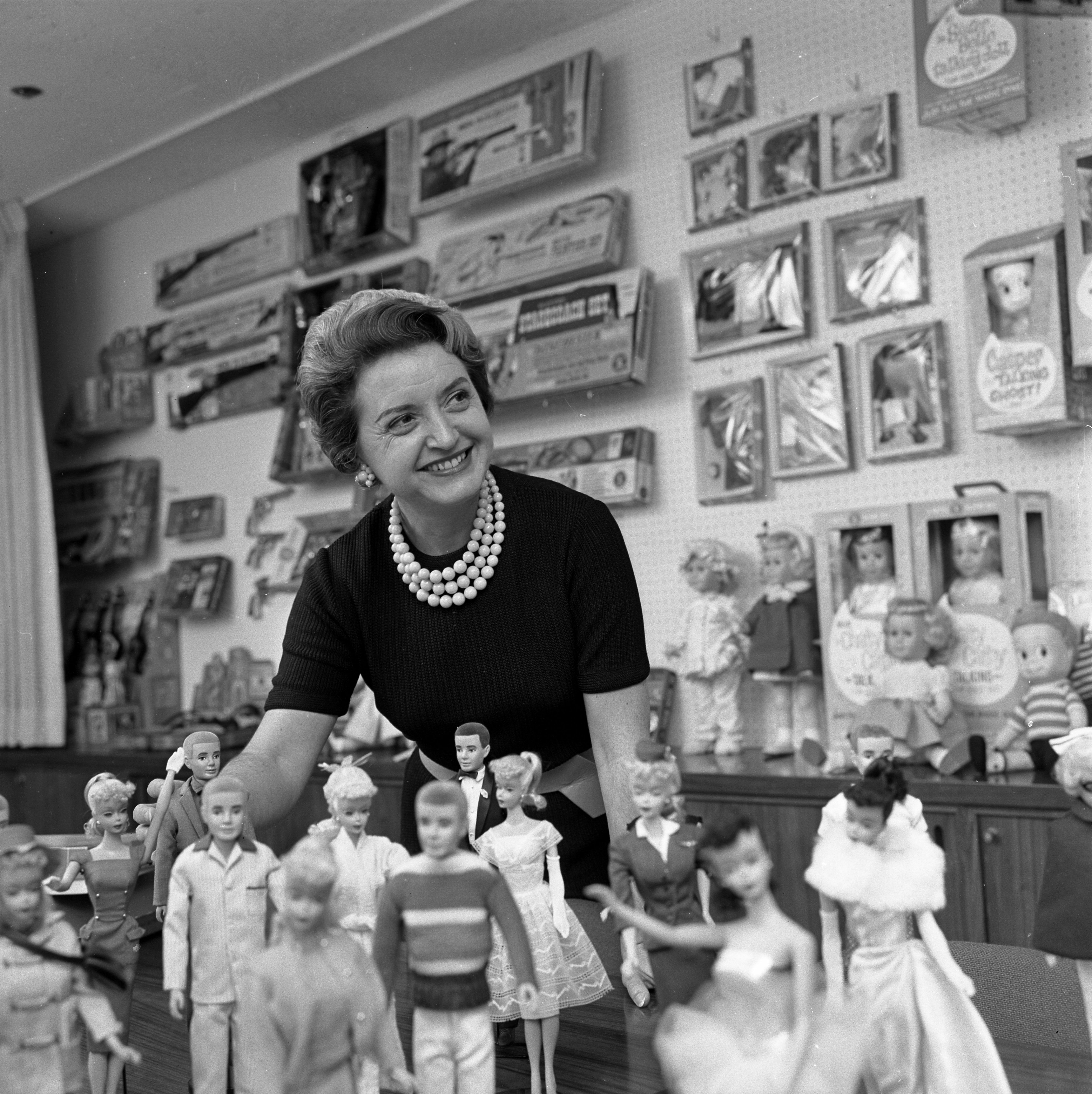
Ruth Handler, creatrice di Barbie

Barbie, ipocoristico che sta per Barbara, nacque da un'idea di Ruth Handler (1916-2002), la quale, mentre guardava sua figlia Barbara giocare con bambole di carta, si rese conto che spesso le piaceva dare alle bambole ruoli da adulti. All'epoca la maggior parte delle bambole rappresentava neonati; intuendo che poteva trattarsi di una ottima scelta di mercato, Ruth suggerì l'idea di una linea di bambole dall'aspetto adulto a suo marito Elliot, cofondatore della casa produttrice di giocattoli Mattel: inizialmente l'idea non sembrò entusiasmarlo molto ma, dopo che seppe di una bambola simile commercializzata in Germania (la Bild Lilli), si disse d'accordo. Ruth, aiutata dall'ingegnere Jack Ryan, creò la prima bambola di questo tipo e la denominò Barbie in quanto diminutivo del nome della figlia, Barbara. La bambola esordì nei negozi il 9 marzo 1959, con un costume da bagno zebrato, la pelle chiara e i capelli neri legati in una lunga coda; successivamente però sarebbe apparsa quasi sempre bionda. Costruita in Giappone, nel primo anno ne furono venduti 350 000 esemplari. L'8 marzo 1974 venne prodotta per la prima volta a San Francisco una Barbie snodabile.
Mentre Barbie si rivelava uno dei giocattoli più venduti al mondo, Mattel ne accresceva il mito con una vera e propria biografia, assegnandole un nome completo, Barbara Millicent Roberts, oltre a una famiglia, un fidanzato (il connazionale Ken) e un gruppo di amici provenienti da vari Paesi, che costituivano un nuovo sistema di personaggi e relativi accessori da vendere a bambini e collezionisti.

### Modello precursore
Un modello precursore della bambola era stato creato in Germania dell'Ovest nel 1955 col nome di Bild Lilli. Ispirata ad un personaggio, creato dal fumettista Reinhard Beuthien, Lilli era la protagonista di vignette pubblicate sul tabloid Bild, che raccontavano le vicissitudini di questa ragazza procace intenta a sedurre uomini facoltosi. La bambola prodotta da Greiner & Hausser Gmbh era destinata solo ad un pubblico maschile adulto. Nel 1964 Mattel ne acquistò i diritti e la tolse dal mercato.

### Loghi

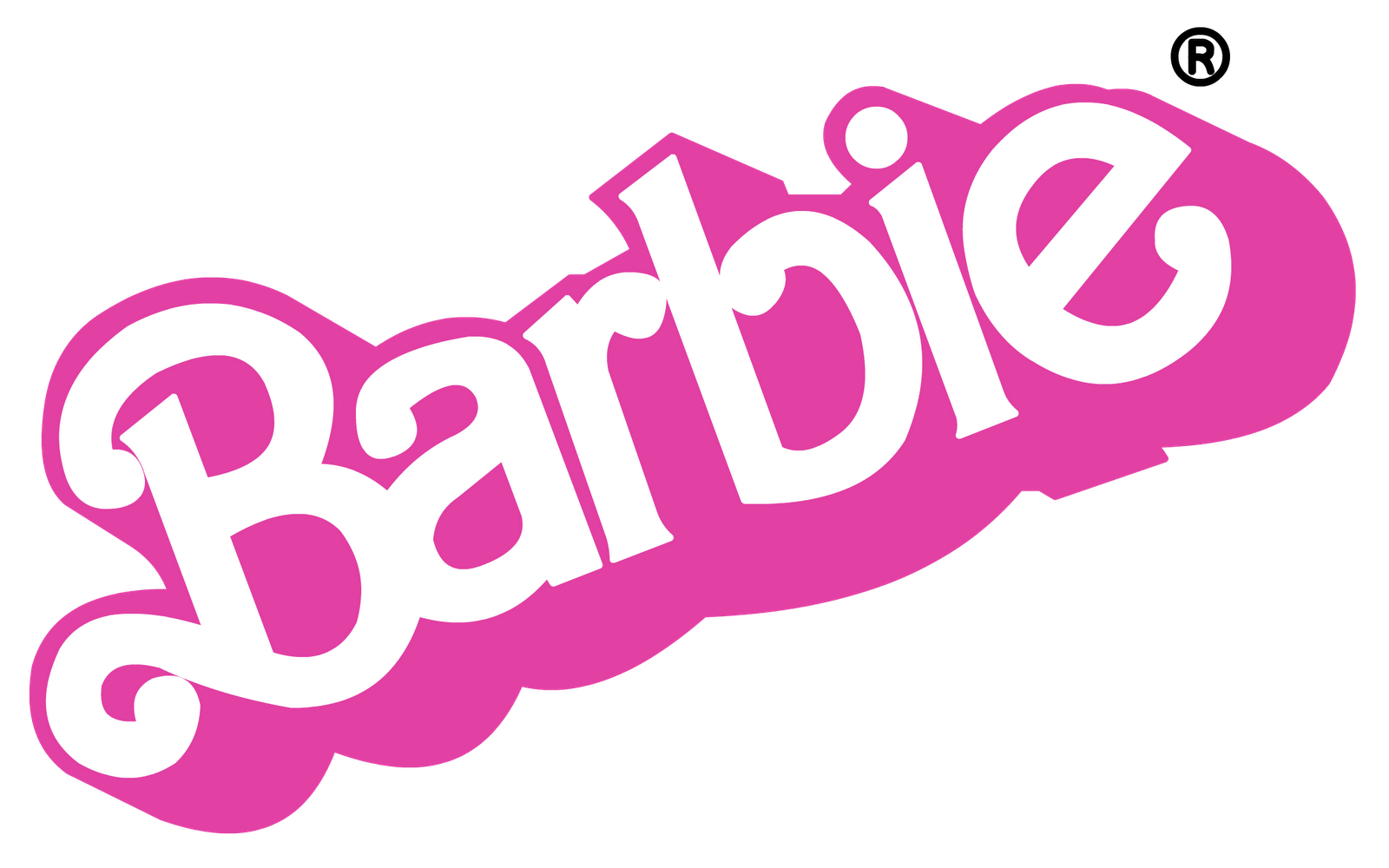
Logo del 1975
Terzo logo (1990-1999)
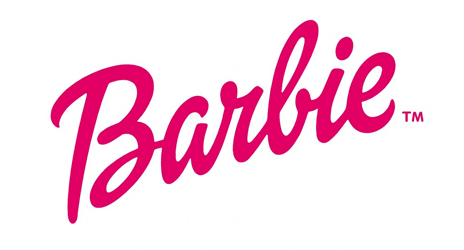
Quarto logo (1999-2004)
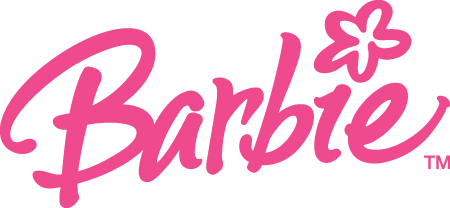
Quinto logo (2004-2005)
Sesto logo (2005-2009)
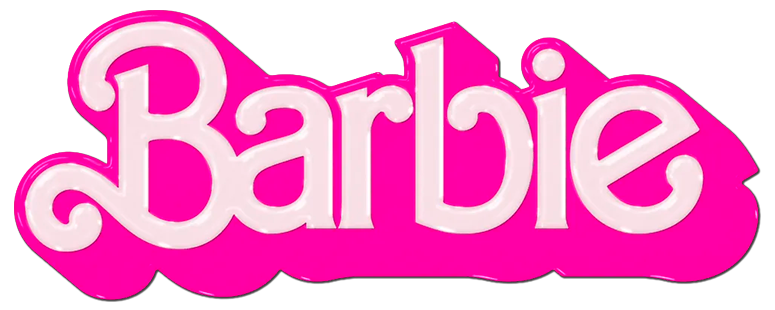
Logo utilizzato nel film live-action del 2023

## Collezionismo
- Mattel ha stimato che esistono oltre 100.000 collezionisti di Barbie. Il 90% è donna, di un'età media di circa 40 anni, che acquista una ventina di nuove Barbie ogni anno. Il 45% di esse spende oltre 1000 dollari ogni anno per ampliare la collezione.[4]
- Le prime Barbie sono quelle che hanno assunto il più alto valore commerciale, e mentre una Barbie nel 1959 veniva venduta per 3 dollari, la stessa Barbie è stata aggiudicata per 3552,50 dollari su eBay nell'ottobre 2004.[N 2]
- La Mattel ha lanciato una particolare gamma di Barbie, prodotte specificatamente per i collezionisti, alcune delle quali in porcellana ed altre ispirate a famose serie televisive come Star Trek[6][7], La famiglia Addams o I mostri.
- La Mattel ha da lungo tempo intessuto uno stretto legame con il visore stereoscopico View-Master, incrociando così il collezionismo per lo stereoscopio con quello per la bambola. Per questo sistema sono stati realizzati, a partire dalla metà degli anni sessanta del XX secolo svariati set di dischetti, il primo e più celebre dei quali è Barbie around the World Trip, uscito per la Sawyer's, prima e per la GAF, poi, con numero di catalogo B500 e distribuito anche in italiano con il titolo Barbie in giro per il mondo. A questo hanno fatto seguito svariati altri set, prodotti dalle case di giocattoli che hanno successivamente acquisito il marchio View-Master. Sono inoltre stati commercializzati altri gadget legati ai due storici marchi, specialmente una volta che la Mattel ha acquisito il View-Master in seguito all'incorporazione della Tyco Toys. Tra questi uno speciale visore View-Master Model L rosa, con il marchio Barbie in bianco e una Barbie "Retro" View-Master, riedizione di una delle primissime Barbie, dotata di un mini visore View-Master Model G nero.

## Altri personaggi dell'universo di Barbie

### Famiglia
- Chelsea Roberts (dal 2010).
Sorella.
- Francie, il cui nome completo è Francie Fairchild.
Francie è la cugina inglese di Barbie: introdotta sul mercato nel 1966, è stata ritirata nel 1976, venendo poi proposta nuovamente nel 2011. Ragazza spigliata e moderna, ha sempre indossato vestiti dai colori vivaci abbinati a motivi geometrici, in sintonia con la celebre Carnaby Street. Alta 11 pollici, come tutti i personaggi della Mattel ha un'età non specificata: sembrerebbe comunque essere poco più giovane di Barbie.  Francie è apparsa bionda, bruna ed eccezionalmente rossa, con una lunghezza dei capelli che è variata anch'essa negli anni. Alcuni credono che la bambola sia in qualche modo ispirata a Frances Lawrence (a volte chiamata Francie), personaggio nato dalla penna di Frederick Kohner e poi portato sul grande schermo da Sandra Dee. La versione di Francie che ha ottenuto maggior successo è stata la "Malibu Francie", con capelli biondi, occhi azzurri e pelle lievemente abbronzata. La popolarità di Francie è sempre stata notevole, soprattutto in Germania e in Giappone, oltre che ovviamente negli USA.
- Krissy Roberts (dal 1999).
Sorella.
- Shelly Roberts (1995-2010).
Sorella.
- Skipper Roberts (1964-2003, poi reintrodotta).
Sorella.
- Stacie Roberts (dal 1991).
Sorella.
- Tutti e Todd (1965-1971 e 1995-1996).
Fratelli gemelli di sesso differente.

### Partner
- Ken
Per molti anni il fidanzato di Barbie col quale lei non si è però mai sposata. Il suo nome è stato scelto in quanto diminutivo di Kenneth, nome dell'altro figlio degli Handler. Secondo la biografia scritta negli anni da Mattel, Barbie e il connazionale Ken si sarebbero conosciuti nel 1961 su un set televisivo. Il 13 febbraio 2004, dopo 43 anni di fidanzamento, i due hanno deciso di separarsi.  Nel febbraio 2011 la coppia è tornata insieme.[8][9]
- Blaine
Giovanissimo surfista australiano col quale Barbie ha avuto una relazione negli anni 2004-05, subito dopo la separazione da Ken.

### Amici
- Alan
Marito di Midge, con la quale ha messo al mondo tre figli.
- Becky
Ragazza disabile.
- Cara
- Casey
- Chelsie
- Christie e Steven 
Coppia di fidanzati afroamericani.
- Famiglia Cuore (Heart Family)
Vicini di casa di Barbie (per un periodo): una famiglia formata inizialmente da Todd - omonimo del fratello di Barbie - e sua moglie Tracy, che hanno poi generato diversi figli, tra cui una coppia di gemelli (in seguito Mattel ha finito per trasformarli in protagonisti di una linea ludica autonoma, lanciando anche le figure dei nonni e tutta una serie di accessori).
- Ginger
Compagna di scuola di Skipper.
- Jamie
- Julia
La prima bambola afroamericana della serie.
- Kayla
- Kelley
- Laura
- Lea
- Maoni
- Marie Osmond
Personaggio ispirato all'omonima cantante.
- Marina
- Midge 
La migliore amica di Barbie, nonché moglie di Alan: il personaggio è scomparso per molti anni ed è stato recuperato da Mattel solo nel terzo millennio.
- Nia
- Nichelle
- Nikky
- PJ
- Raquelle
Amica-rivale di Barbie: è innamorata di Ken e lo vorrebbe "soffiare" a Barbie.
- Shani
- Stacey
- Summer
La sorella di Blaine, ovvero colei che ha presentato il surfista a Barbie.
- Tara Lynn
- Teresa
Una chicana.
- Tori
- Whitney

## Controversie
- Nel settembre 2003 l'Arabia Saudita ha messo fuori legge la vendita delle bambole Barbie, trovandole non conformi con i principi dell'Islam. Il "Comitato per la Propagazione della Virtù e la Prevenzione dal vizio" ha affermato che "le bambole ebree Barbie, con i loro abiti succinti e le loro pose peccaminose, sono il simbolo della decadenza del perverso occidente. State in guardia da lei".[10] In Medio Oriente è stata creata una bambola alternativa chiamata Fulla e simile a Barbie, ma disegnata per essere più accettabile nel mercato islamico. Fulla non è prodotta dalla Mattel e Barbie è comunque disponibile nei negozi di altri paesi islamici, come la Tunisia e l'Egitto.[11] In Iran, Sara e Dara sono le bambole alternative alla Barbie.[12]
- Nel corso degli anni il termine "Barbie" ha iniziato ad essere spesso usato in senso dispregiativo, per indicare una ragazza ritenuta di bell'aspetto ma priva di spessore e sostanzialmente stupida. Il termine è presente con questo significato nell'adattamento italiano del film Mean Girls e nella canzone Barbie Girl del gruppo danese Aqua, contro cui la Mattel ha intentato una causa per violazione del diritto d'autore. Nel luglio 2002, il giudice Alex Kozinski ha deciso che la canzone è protetta come parodia secondo il primo emendamento della Costituzione degli Stati Uniti d'America.[13][14]
- Nel luglio 1992 la Mattel ha messo in commercio una Barbie parlante, programmata con varie frasi. Ogni esemplare in commercio poteva pronunciare solo una frase fra 270 possibili, una delle quali era "La matematica è difficile!". Questa frase ha suscitato il malcontento di un'associazione femminile universitaria, che ha portato la Mattel alcuni mesi dopo a rimuovere la frase incriminata dal prodotto e ad offrire una sostituzione per i pezzi già venduti.[15]
- Una delle critiche più frequenti mosse contro la bambola è quella di promuovere una immagine della donna anatomicamente poco realistica, con il rischio conseguente che le bambine aspirino ad avere un corpo come quello della bambola, cosa che potrebbe portarle ad anoressia. Per tale motivo, dal 1997, il corpo della Barbie è stato ri-modellato affinché abbia un bacino più ampio.[16]
- Nel marzo 2000 nei media si sono diffuse voci che dicevano che la plastica utilizzata per la fabbricazione di alcune Barbie contenesse delle sostanze tossiche, potenzialmente pericolose per i bambini che vi giocavano. L'accusa è stata smentita da un esperto.[17][18]
- Nel dicembre 2005 la dottoressa Agnes Nairn dell'università di Bath in Gran Bretagna ha pubblicato una ricerca secondo la quale le adolescenti spesso attraversano una fase di odio verso le proprie Barbie, arrivando addirittura a decapitarle o a metterle nel forno a microonde. La dottoressa Nairn ha affermato che si tratta di un rito di passaggio in cui si rifiuta il proprio passato.[19][20]
- Nel giugno 2001 la MGA Entertainment lanciò sul mercato una nuova linea di fashion doll chiamate Bratz. Nel giro di pochi anni le Bratz conquistarono una grossa fetta di mercato, facendo di fatto calare la vendita delle Barbie.[21] Per correre ai ripari la Mattel lanciò le My Scene, una linea di bambole, non del tutto dissimili dalle Bratz e che vedevano fra le varie bambole del gruppo anche la stessa Barbie. Nell'aprile 2005, la MGA Entertainment ha intentato causa contro la Mattel, dichiarando che le My Scene sarebbero una copia delle Bratz. Attualmente si è in attesa del verdetto della corte della California.[22]
- La Mattel ha citato in giudizio la MGA Entertainment e Carter Bryant, ex disegnatore di bambole per la Mattel, che avrebbe rivelato alla concorrenza alcuni segreti industriali della ditta.[23] Nel luglio 2008, la corte ha riconosciuto Bryant colpevole, in quanto avrebbe creato la maggior parte dei modelli per le bambole Bratz, mentre era ancora in servizio alla Mattel, nel 1999-2000. La sentenza pertanto ha permesso alla Mattel di ricevere un cospicuo risarcimento, per violazione di copyright da parte della MGA, nonostante tuttora questa compagnia neghi che le Bratz siano state create in base ai disegni di Bryant.[24]

## Influenze e omaggi
- Barbie fa una breve apparizione nei film della Pixar Toy Story 2 - Woody e Buzz alla riscossa e Toy Story 4 ed è co-protagonista del sequel Toy Story 3 - La grande fuga.
- Nel 1985 l'artista Andy Warhol ha creato un quadro di Barbie.[25][26]
- Nella serie animata I Simpson, è presente una bambola parodia della Barbie chiamata Malibu Stacy.
- Il gruppo pop Aqua, nel 1997, ha dedicato alla bambola la già citata canzone Barbie Girl.
- La top model tedesca Claudia Schiffer, agli inizi della sua carriera, veniva definita "la Barbie delle passerelle" per il fisico statuario ed i lunghi capelli biondi, caratteristiche in comune con la famosa bambola. La Schiffer ha anche posato nel 1994 per un servizio fotografico in cui interpretava Barbie e nel 2017 la Mattel le ha dedicato una Barbie, vestita in abiti Versace.[27]
- Nell'episodio "Trilli è in pericolo" del cartone animato Le nuove avventure di Peter Pan i pirati costruiscono un playset che fa parte dei playset di Barbie come trappola per catturare Trilli, la fatina di Peter Pan e rivale di Wendy.
- La modella ucraina Valerija Luk'janova ha riscosso l'attenzione da parte del pubblico per il suo aspetto molto simile a quello della Barbie.
- Dal 18 maggio 2016 al 2 ottobre 2016 si è tenuta la mostra Barbie. The icon, a Palazzo Albergati, Bologna.[28]